# Stjepan Benzon
Stjepan Benzon (Vranjic, 3. studenoga 1921. − Split, 14. prosinca 1990.), hrvatski pjesnik. Pisao pjesme, igrokaze, pjesme za djecu, libreta. Mnogi su mu tekstovi uglazbljeni i izvedeni na festivalima zabavne glazbe. Pisao i studije o moru.

## Životopis
Rođen je u Vranjicu. U rodnom mjestu završio pučku školu, u Splitu klasičnu gimnaziju, prometno-željezničku školu u Beogradu i Zagrebu. Završio je Višu pedagošku školu i Filozofski fakultet u Zadru. Radio kao telegrafist i otpravnik vlakova, nastavnik i profesor. Službovao je u Perkoviću, Splitu, Beogradu, Puli, Ninu, Vrbovi i Preku na Ugljanu. Od 1966. živio je i radio u Splitu.

## Djela
Pjesme objavio u đačkim listovima, splitskom tjedniku Dom i svijet, u časopisima Mogućnosti, Zadarska revija, Forum, Riječi, Čakavska rič, Marulić, časopisima za djecu, u tjednom i dnevnom tisku te na radiju. Napisao libreto za mjuzikl Maro, Marice. Mnoga su mu djela ostala neobjavljena.
Knjige pjesama:
- Srce i sjenica (1962.)
- Osunčane livade (1966.)
- Nepoznati znanac (1967.)
- Lirika (1969.)
- Na veseloj gori (1971.)
- Svibanj ili koliba ljubavi (1971.)
- Čakavska elegija (1971.)
- Kako san voli tebe i grad (1977.)
- Različito vino (Un vino diverso, 1983.) i dr.
- Večera
- Put križa

Na omiškom festivalu dalmatinskih klapa uglazbljeno je 25 njegovih pjesama. Uglazbili su ih poznati skladatelji kao što su Vinko Lesić, Tonči Papić, Ivica Bašić i ini.

## Nagrade i priznanja
Pjesme su mu na festivalima ubirale nagrade za najbolji tekst, najbolje komponirane pjesme, najbolje izvođene pjesme i nagrade publike. Nagrađivan je na Splitskom festivalu, u Opatiji, u Zadru, u Omišu, u Požezi, u Zagrebu i u Sarajevu.

## Vanjske poveznice
- ZAMP
- Diskografija.com
- HRT  Arhivirana inačica izvorne stranice od 18. rujna 2016. (Wayback Machine)
- Discogs
- Vladimir Lončarević: Vedra elegija Stjepana Benzona, Tusculum : časopis za solinske teme, sv.8 br.1 rujan 2015.